# Menton-Ouest (tổng)
Tổng Menton-Ouest là một tổng của Pháp. Tổng này nằm ở tỉnh Alpes-Maritimes trong vùng Provence-Alpes-Côte d’Azur.

## Các đơn vị hành chính
Tổng Menton-Ouest gồm phần phía tây Menton và các xã Roquebrune-Cap-Martin, Gorbio và Sainte-Agnès.

## Lịch sử
| Ngày bầu cử | Tên               | Đảng | Tư cách                              |
| ----------- | ----------------- | ---- | ------------------------------------ |
|             |                   |      |                                      |
| 1994        | M. Patrick Cesari | RPR  | Thị trưởng của Roquebrune-Cap-Martin |
| 2001        | M. Patrick Cesari | UMP  | Thị trưởng của Roquebrune-Cap-Martin |
| 2008        | M. Patrick Cesari | UMP  | Thị trưởng của Roquebrune-Cap-Martin |

## Biến động dân số
| 1882                                         | 1926 | 1962 | 1968 | 1975 | 1982 | 1990 | 1999   |
|                                              |      |      |      |      |      |      | 18 574 |
| -------------------------------------------- | ---- | ---- | ---- | ---- | ---- | ---- | ------ |
| Số liệu từ năm 1990: Dân số không tính trùng |      |      |      |      |      |      |        |